# Бела Рада — Демократија је слобода
Бела Рада — Демократија је слобода (итал. La Margherita – Democrazia è Libertà), скраћено DL, било је име италијанске политичке странке.
Странку је основао Франческо Рутели 2002. године, а настала је уједињењем разних демохришћанских и либералних партија левог центра.
ДЛ је била чланица центро-левичарских коалиција Л’Уливо (од 2002. до 2007) и Л’Унионе (од 2005. до 2007).
Године 2007. странка је заједно са другим партијама левог центра распуштена и ушла у Демократску партију.